# Elisabethskyrkan, Fredrikshamn

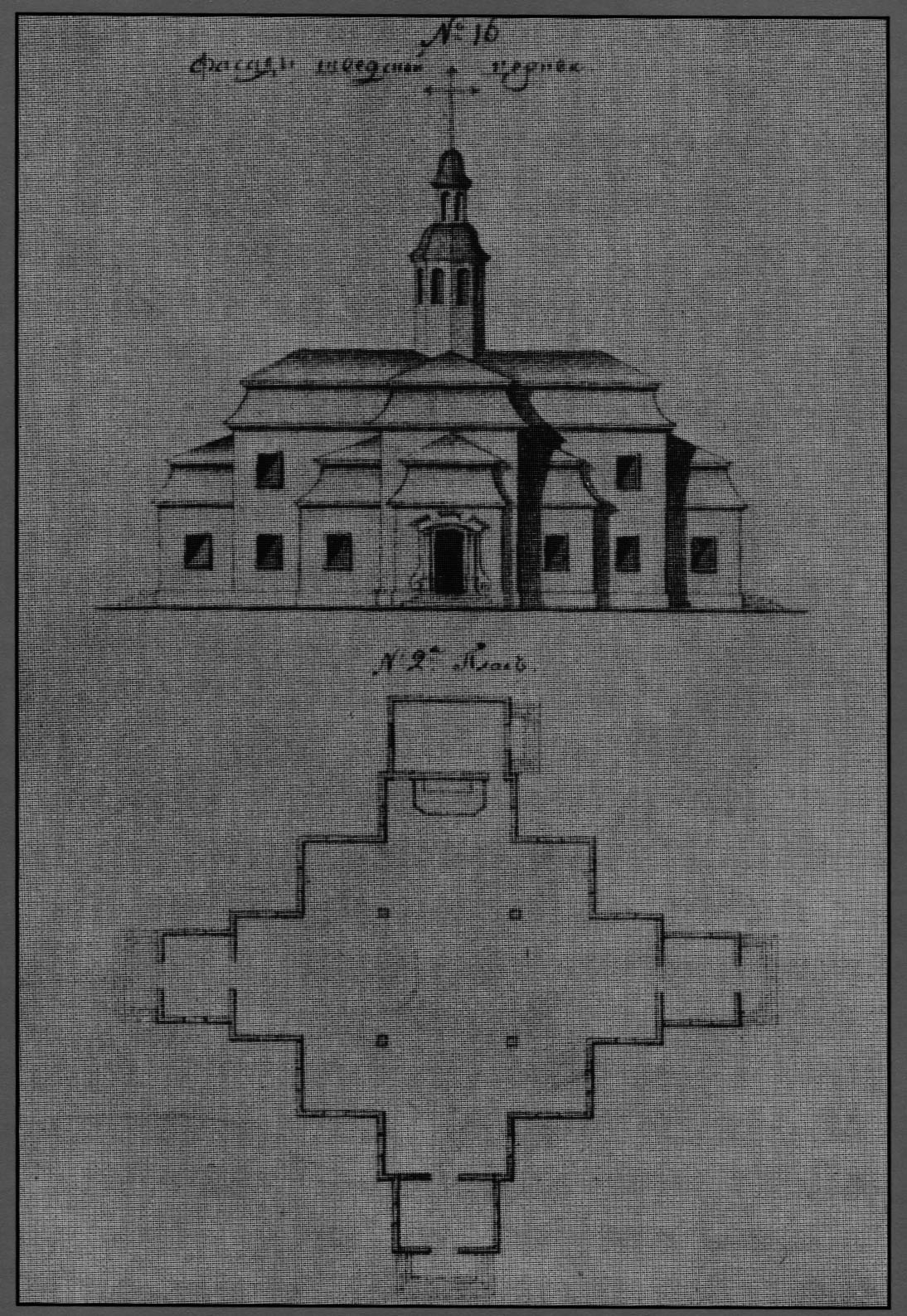
Elisabetin kirkko.

Elisabethskyrkan var en kyrkobyggnad  i Fredrikshamn i Finland. Elisabethskyrkan var kyrka för den svensk- och tysktalande befolkningen i Fredrikshamn.
Elisabethskyrkan uppfördes på samma plats som Ulrika Eleonora kyrka, som förstördes i en brand, någon gång mellan 1748 och 1751. Elisabethskyrkan förstördes i Fredrikshamns stadsbrand 1821. Sedan byggdes den ortodoxa De heliga apostlarna Petrus och Paulus kyrka, även kallad Petrus och Paulus kyrka, på samma plats 1837.

## Orgel
År 1760 beställdes en orgel av Jonas Gren och Daniel Stråhle för 15 500 koppardaler. Orgeln installerades 1763 av Gren. Det planerade öververket kunde dock inte förverkligas på grund av de ekonomiska resurserna. Gren och Stråhle dog hastigt 1765. Orgelbyggaren Carl Wåhlström fanns i Helsingfors för att installera orgeln i Ulrika Eleonora kyrkan. Då färdigställde han också orgeln i Fredrikshamn och installerade öververket. Orgeln fick goda omdömen. Detta var den första orgeln som Gren och Stråhle byggde utanför det svenska riket och det sågs som en öppning av en ny marknad.